# José Mario Armero
José Mario Armero  (Valladolid, 1927-Madrid, 28 de agosto de 1995) fue un escritor y presidente de la agencia de noticias Europa Press.

## Biografía
Políticamente, fue uno de los pocos hombres que apoyó incondicionalmente a Adolfo Suárez en todo el proceso que acabó en la legalización del Partido Comunista de España. En la Transición, en su finca de Pozuelo de Alarcón, Suárez se entrevistó con Santiago Carrillo.
Armero jugó también un papel clave en la democratización del Club Internacional de Prensa, del que fue vocal de su junta directiva.
Su hijo, Mario Armero Montes (1956-2024) fue el presidente de General Electric en España y Portugal desde los años 2001 a 2008.

## Libros Publicados
- Asturianos en Madrid. Higinio del Río, José Mario Armero. Asturias, 1990 (Avilés : Gráficas Rigel. ISBN 84-404-8332-5
- Política exterior de España en democracia. José Mario Armero. Espasa Calpe, 1988. ISBN 84-239-1745-2
- Cien Años de Circo en España. José Mario Armero, Ramón Pernas. Madrid : Instituto de Cuestiones Internacionales, 1985. ISBN 84-239-4294-5
- Autonomías y política exterior. José Mario Armero. Madrid : Instituto de Cuestiones Internacionales, 1983. ISBN 84-359-0352-4
- La política exterior de Franco. José Mario Armero. Editorial Planeta, 1978. ISBN 84-320-5642-1
- España fue noticia: corresponsales extranjeros en la Guerra Civil española. José Mario Armero. Madrid : Sedmay, 1976. ISBN 84-7380-002-8

## Enlaces
- Perfil de José Mario Armero
- Artículo de Antonio Garrigues Walker en memoria de José Mario Armero (enlace roto disponible en Internet Archive; véase el historial, la primera versión y la última).
- Artículo de Santiago Carrillo sobre la legalización del PCE
- artículo de Victoria Prego sobre el 'Sábado Santo Rojo'
- Artículo en ABC sobre la legalización del Partido Comunista